# フォッカー 60
フォッカー60（Fokker F60）は、航空機メーカーのフォッカー（オランダ）が開発した旅客機である。

## 特徴
- ターボプロップ双発旅客機フォッカー 50の機体をストレッチしたものである。

（フォッカー 50よりも1.62m長くなっている。）
- 胴体前部右側（コックピットの後）に大きなカーゴドアが設置されている。

## 開発の経緯
このフォッカー50のストレッチ型であるフォッカー60は、オランダ空軍の発注によって開発されたものである。
1996年5月に引き渡され、アイントホーフェン空軍基地（EIN/EHEH）所属の輸送部隊が4機運用している。
- オランダ空軍はさらに増強する予定であったが、フォッカーが倒産したため実現しなかったと言われている。
- フォッカーではフォッカー60の民間型も研究していたが、発注がなかったため実現しなかった。

（そのためフォッカー60は旅客機というよりも軍用輸送機であるとも言える。）

## シリアルナンバー
- U-01 20321
- U-02 20324
- U-03 20327
- U-04 20329